# Boundou-Woudoundou
Boundou-Woudoundou est une commune située dans le département de Gorom-Gorom, dans la province d'Oudalan, région du Sahel, au Burkina Faso.